# Carlo Uttini
Carlo Casparo Simone Uttini, född 1753 i Italien och död 1 maj 1808 i Stockholm, var en balettdansare och skådespelare.
Son till Francesco Antonio Uttini och Rosa Scarlatti. Uttini började 1773 sin tjänstgöring vid Kungliga Teatern i Stockholm som sekunddansör vid Kungliga Baletten, vilket han var till 1804, och var skådespelare vid Operan där 1776–79, vid den franska teatern i Stora Bollhuset 1781–1792 och vid Dramaten från 1788 till sin död. Han var i åtskilliga år ordningsman vid teatern.
Uttini skildras som en god aktör och en ypperlig mimiker och beskrivs som temperamentsfull och ”sydländsk”. Bland hans roller fanns Basilio i Beaumarchais’ Figaros bröllop och Diedrich Menschenskräck.
Han var från 1784 gift med dansaren Maria Christina Lindberg (koryfé vid k. baletten 1781–179?).